# Oleria padilla
Espèce
Oleria padilla est une espèce d'insectes lépidoptères, un papillon diurne appartenant à la famille des Nymphalidae, sous-famille des Danainae, à la tribu des Ithomiini, sous-tribu des Oleriina et au genre Oleria.

## Dénomination
Oleria padilla a été décrit par l'entomologiste britannique William Chapman Hewitson en 1863 sous le nom initial d' Ithonia padilla.

### Sous-espèces
- Oleria padilla padilla ; présent en Équateur
- Oleria padilla cajamarcensis Baumann, 1985 ; présent au Pérou.
- Oleria padilla gorkyi Lamas, 2003 ; présent au Pérou.
- Oleria padilla pseudmakrena Baumann, 1985 ; présent en Bolivie.
- Oleria padilla ssp Lamas & Willmott ; présent au Pérou.
- Oleria padilla ssp Lamas & Willmott ; présent au Pérou[1].

### Nom vernaculaire
Oleria padilla se nomme Padilla Glasswing en anglais.

## Description
Oleria padilla est un papillon au corps à abdomen fin, d'une envergure de 35 mm à 45 mm, aux ailes transparentes bleutées dont les ailes antérieures ont leur bord interne concave.
Sur le dessus les ailes transparentes sont bordées de marron avec une tache blanche aux ailes antérieures au bord costal près de l'apex.
Sur le revers la bordure est orange.

## Biologie
Oleria padilla migre en altitude suivant la saison en raison de l'humidité.

### Plantes hôtes
Les plantes hôtes de sa chenille sont des Solanaceae.

## Écologie et distribution
Oleria padilla est présent en Bolivie, en Équateur et  au Pérou,.

### Biotope
Oleria padilla réside sur le versant ouest des Andes entre 1 200 m et 1 800 m d'altitude.

### Protection
Pas de statut de protection particulier.